# Jomsom
Jomsom (Sanskriet: जोमसोम), ook bekend als Dzongsam, is een dorpscommissie (Engels: village development committee, afgekort VDC; Nepalees: panchayat) in het noorden van Nepal, en tevens de hoofdplaats van het district Mustang. De plaats ligt aan de oever van de Gandaki.

Jomsom
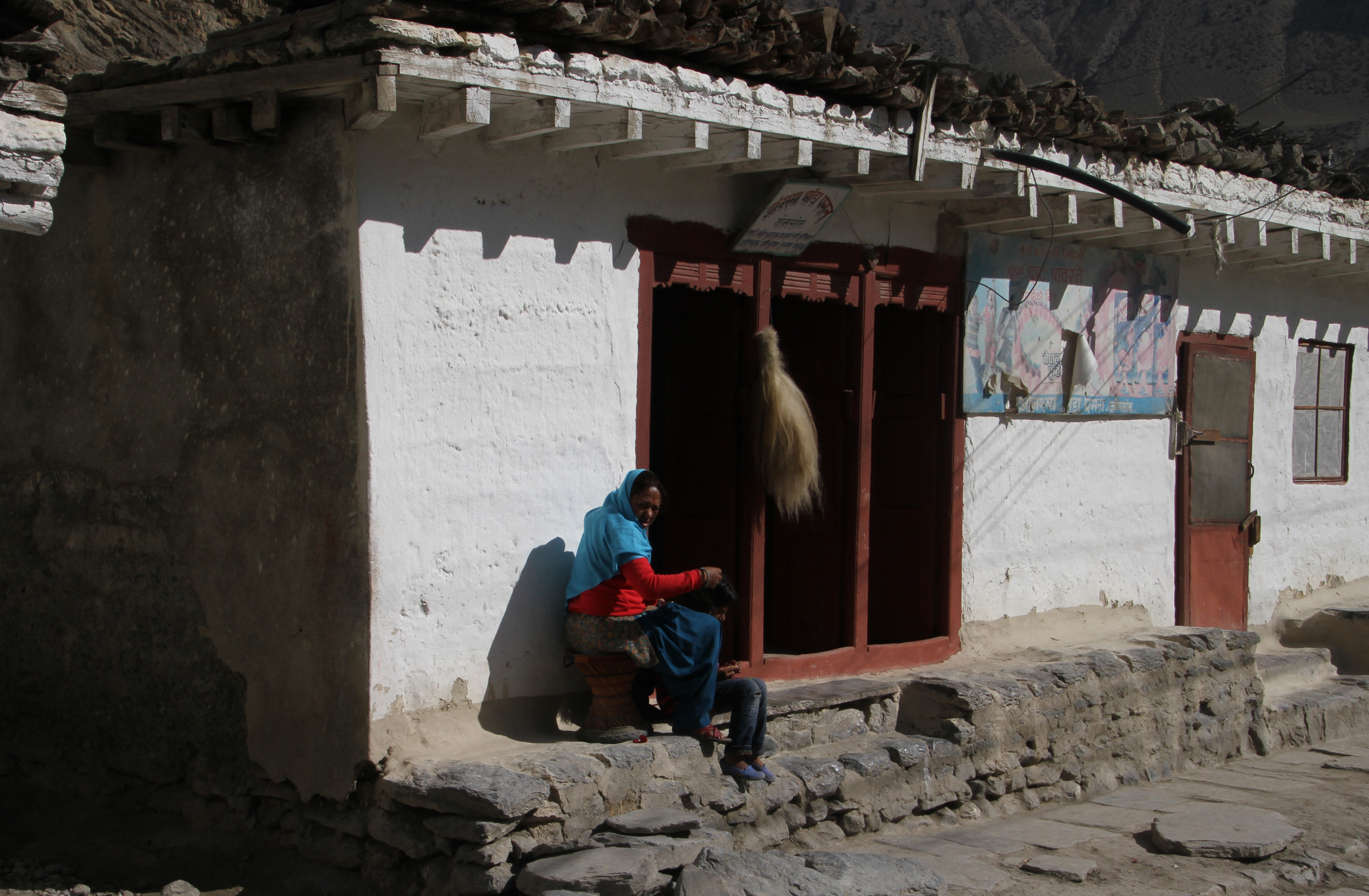
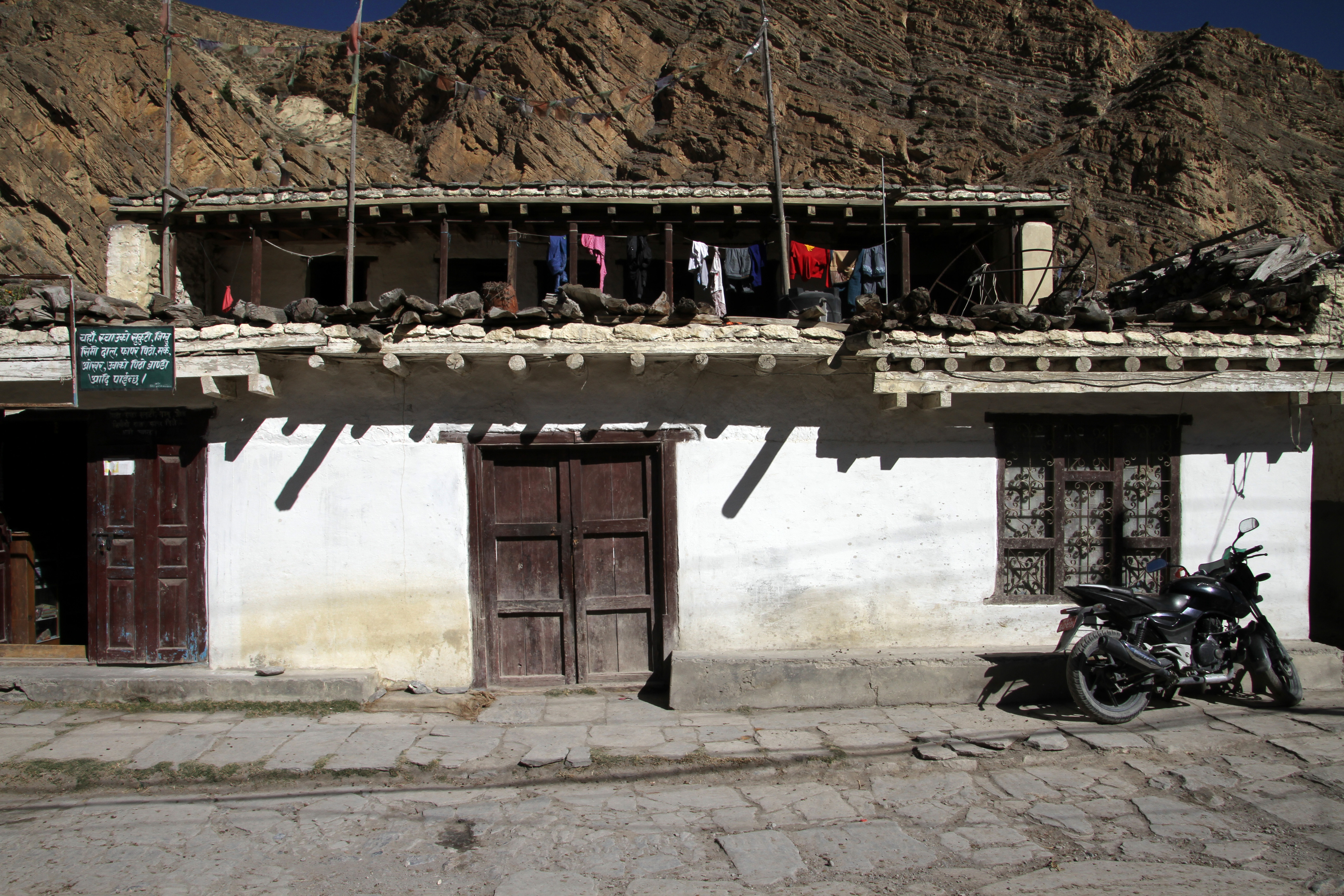
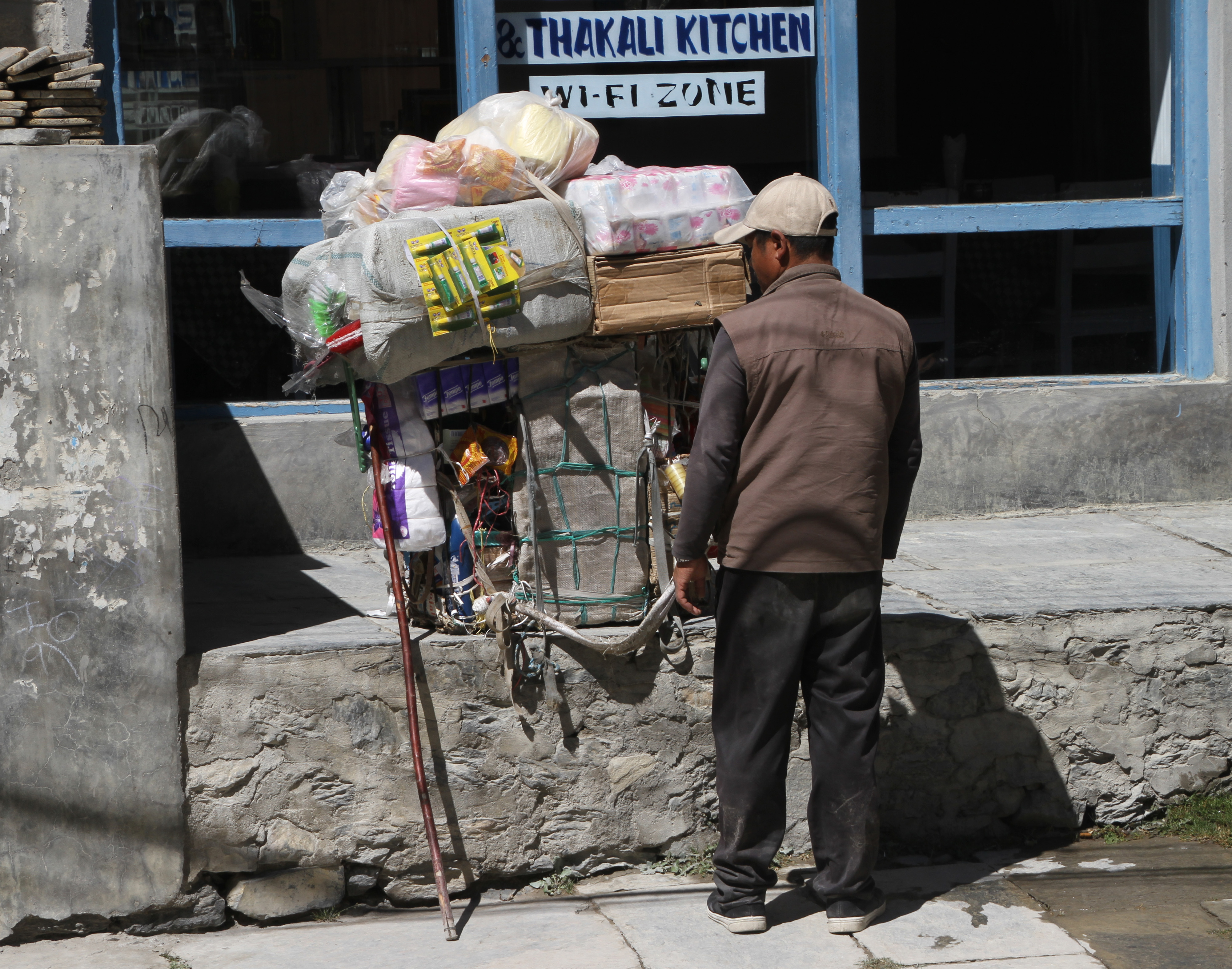
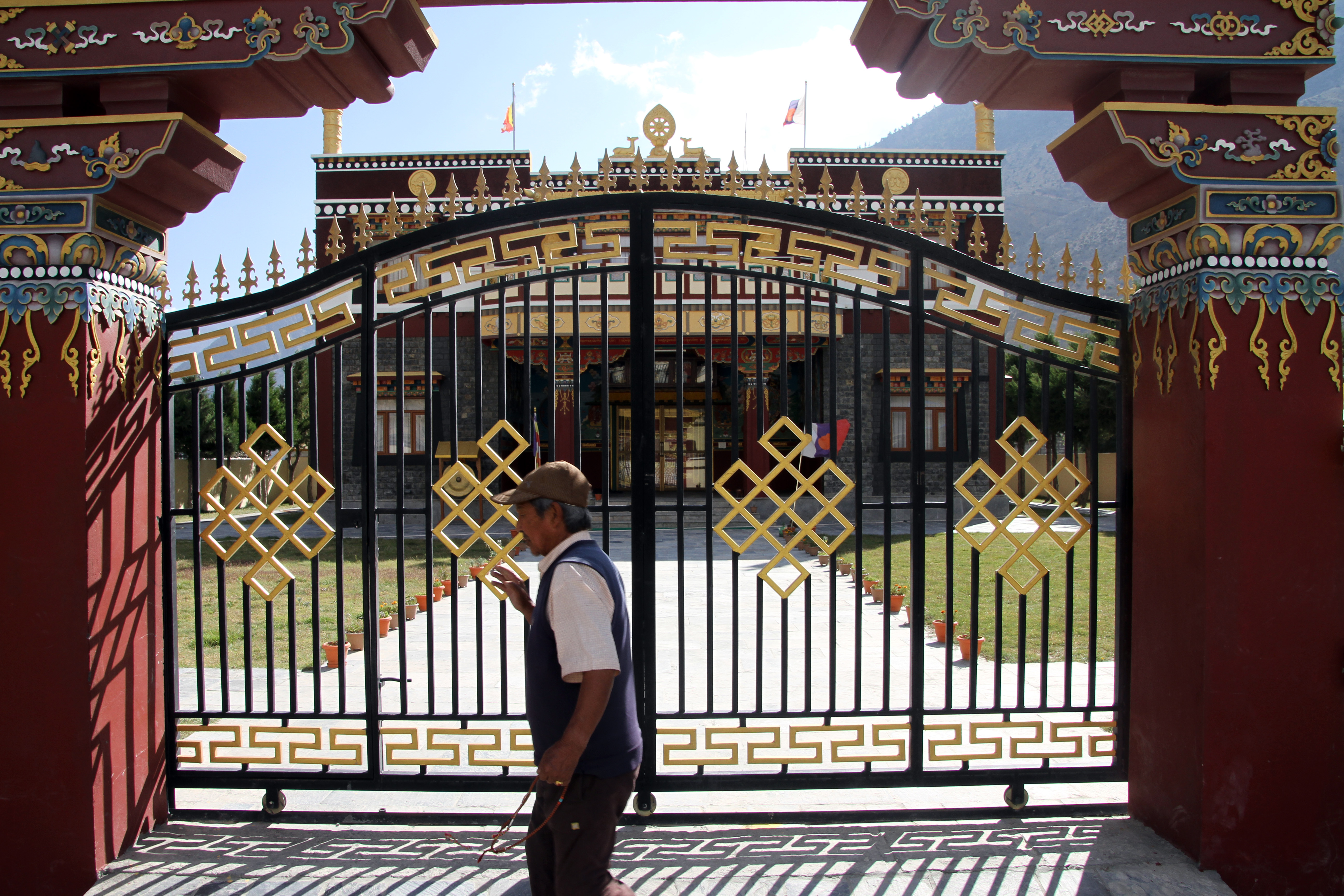
Gompa
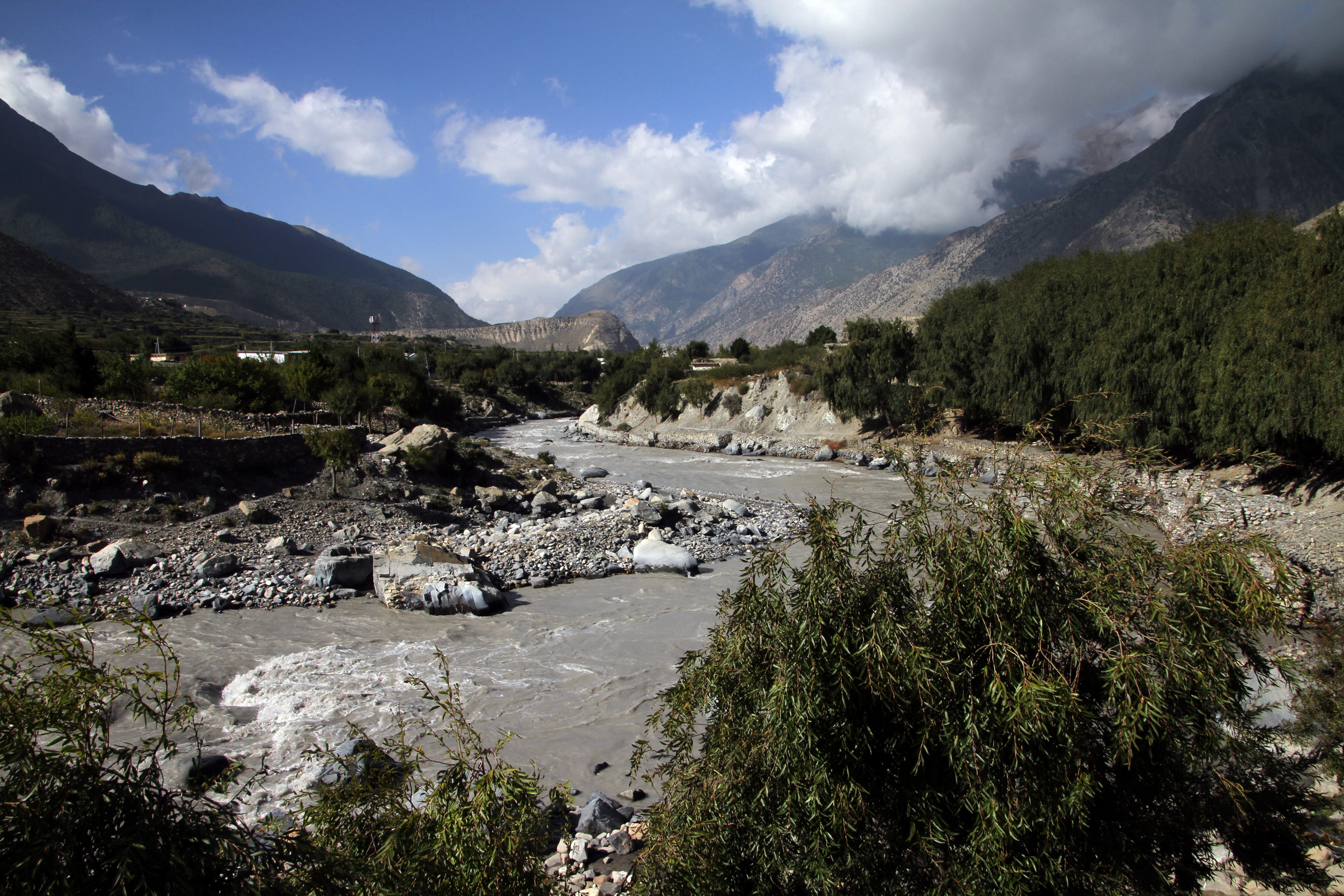
Kali Gandaki
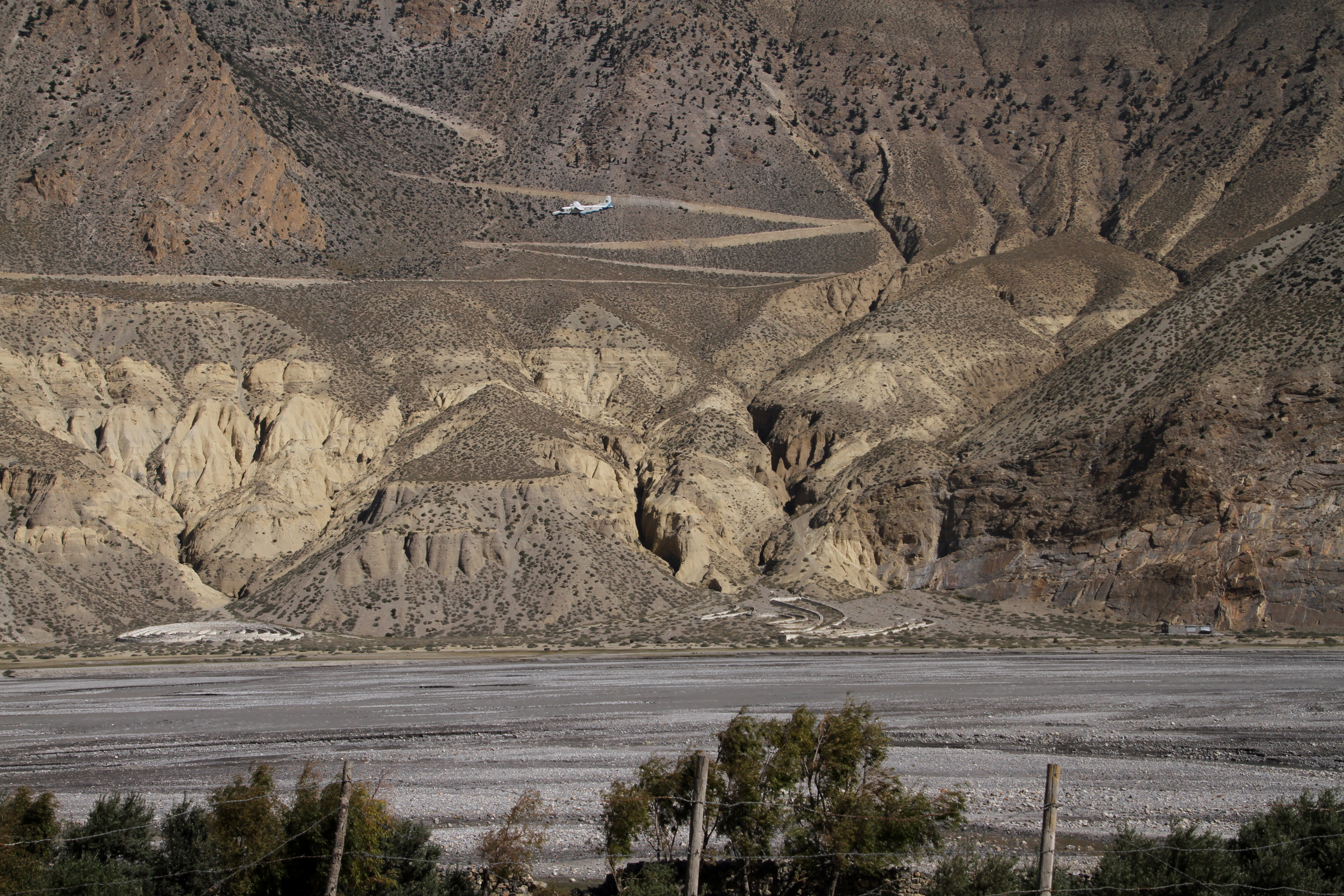
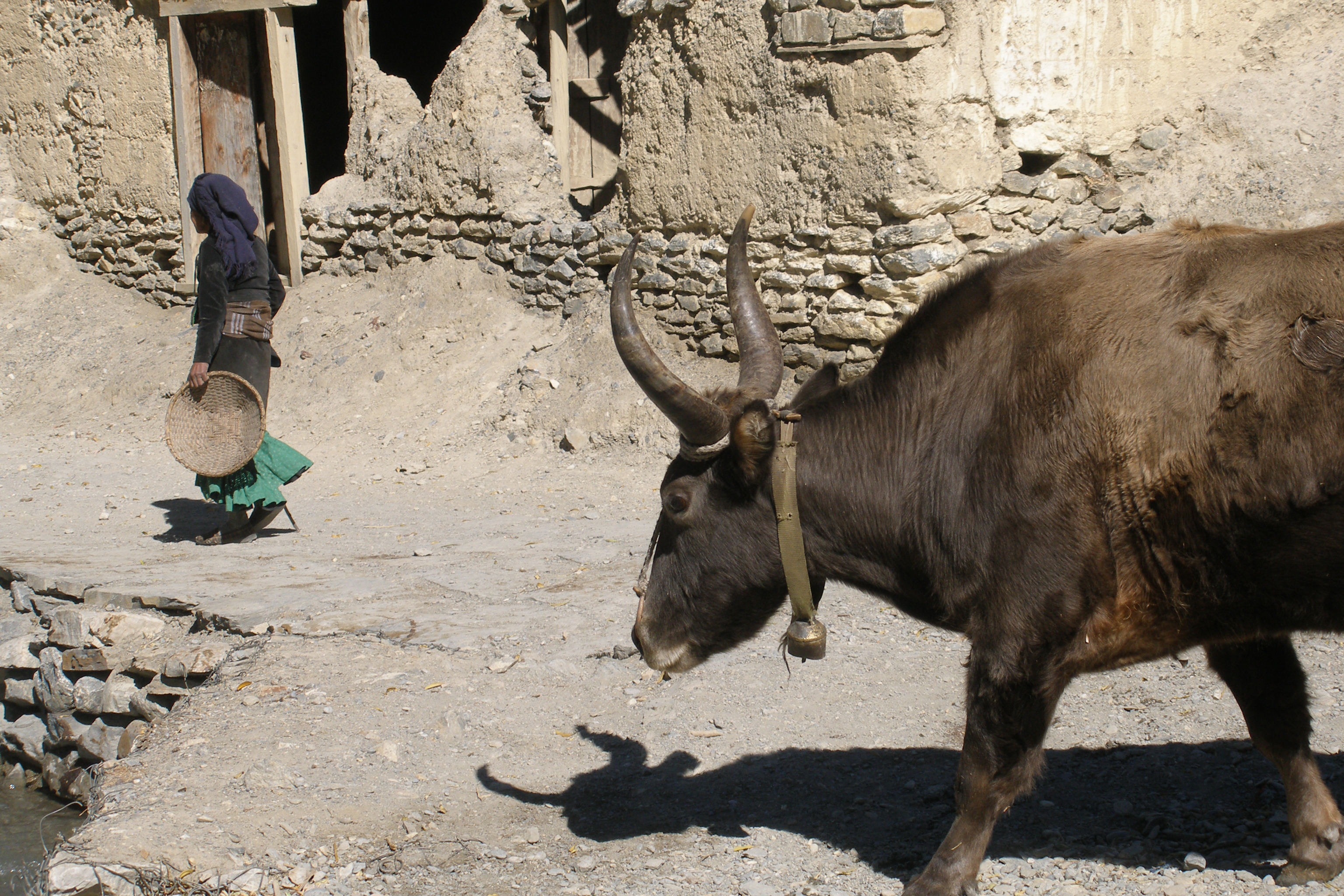
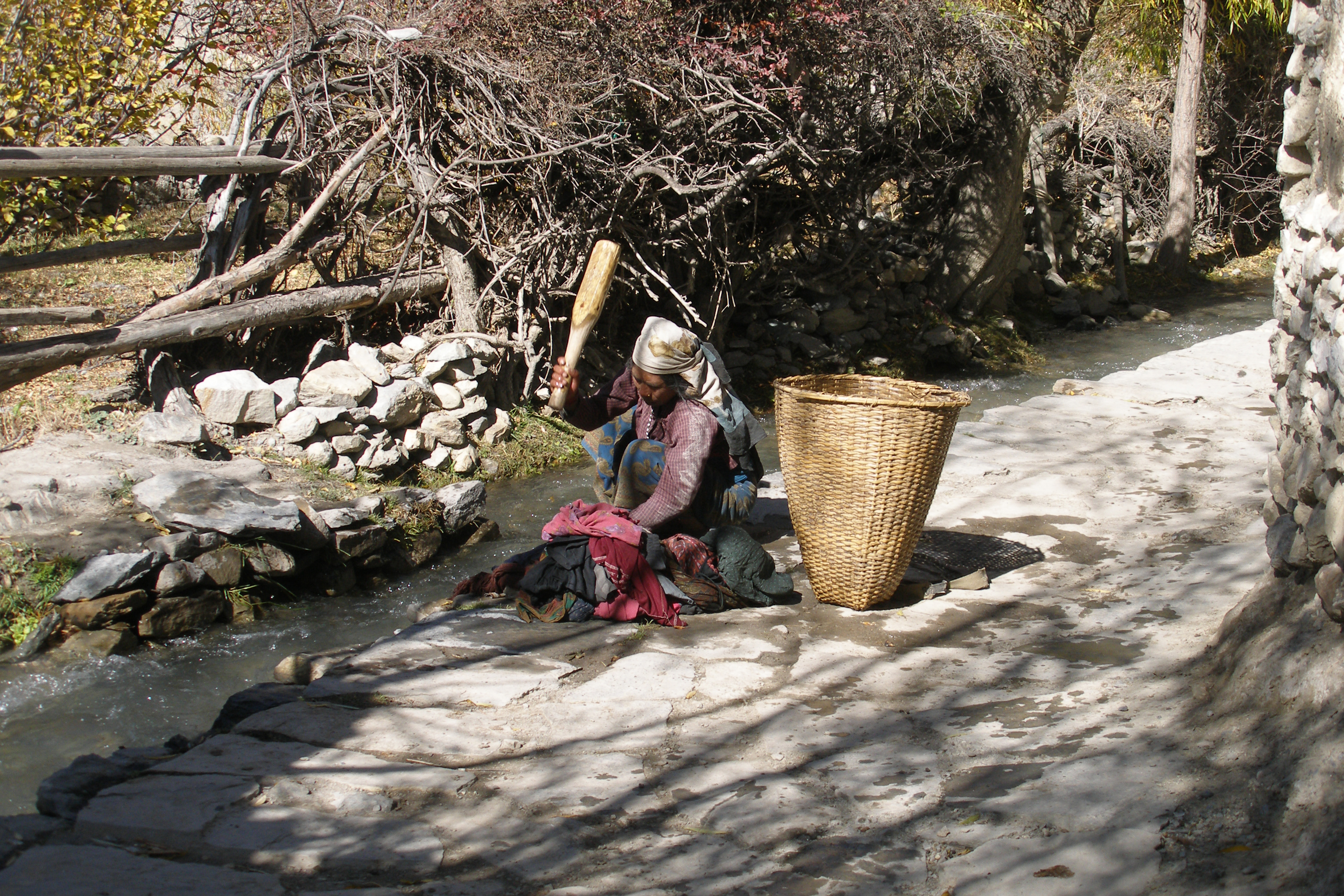
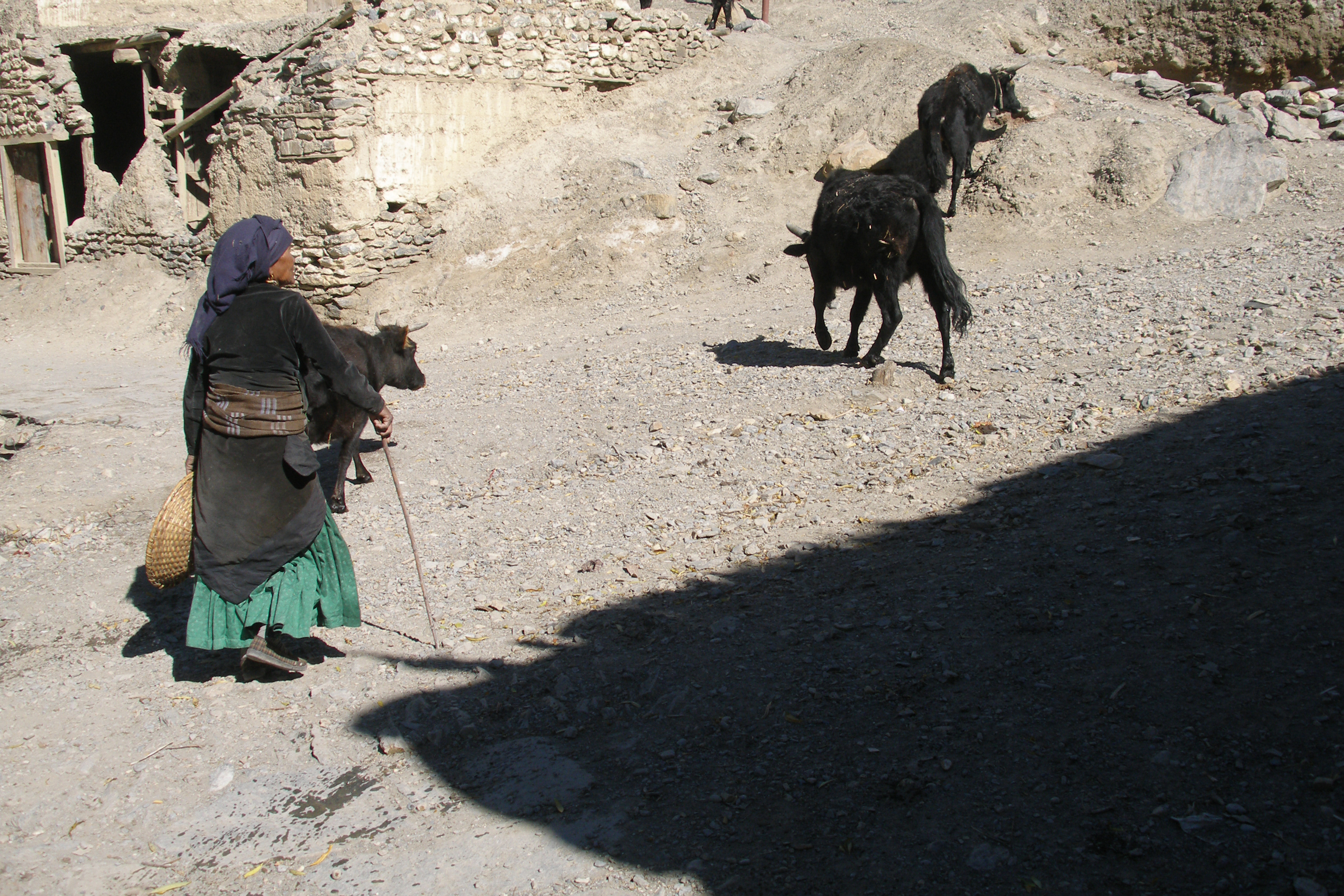
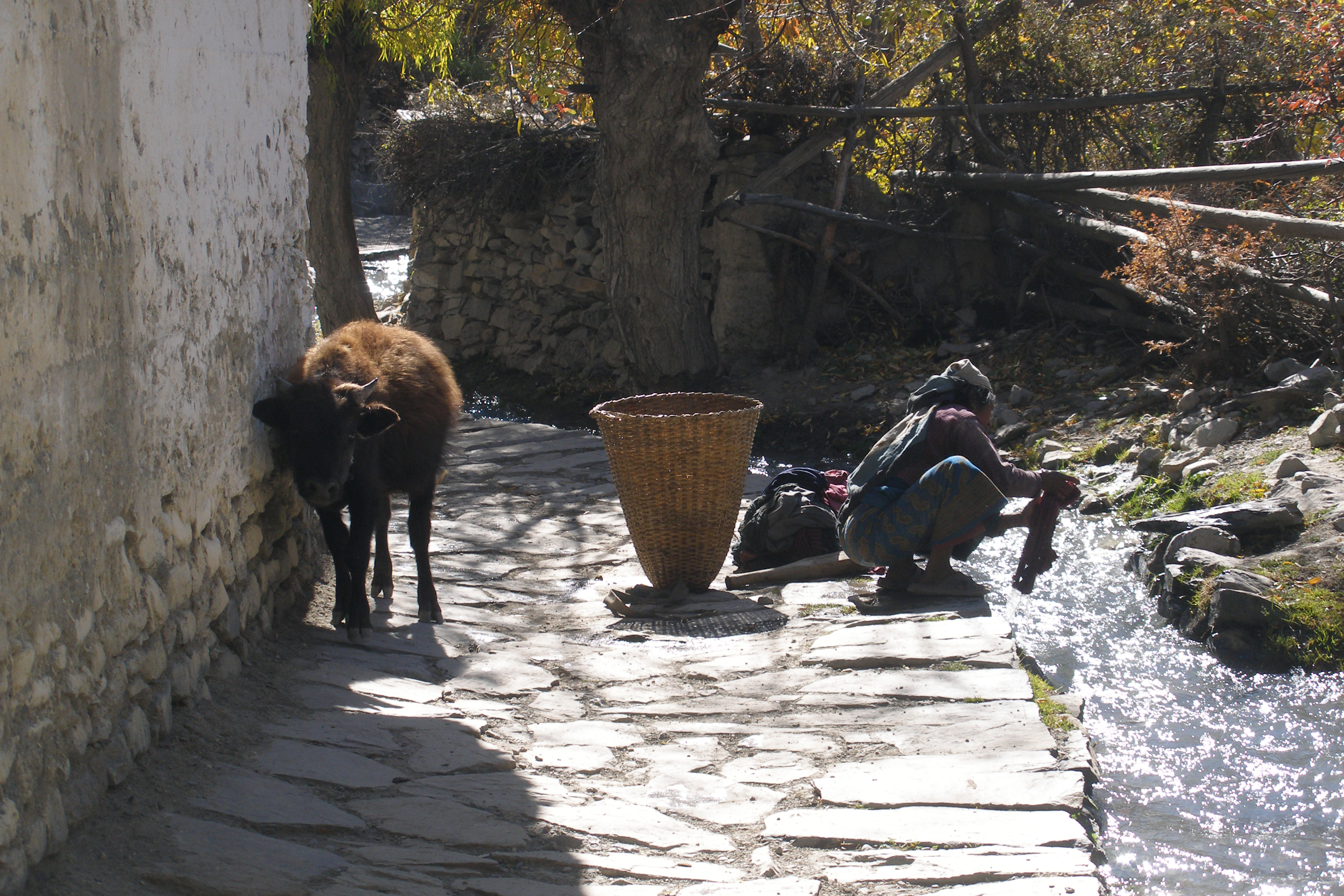